# آرکونیانو
آرکونیانو (به ایتالیایی: Arcugnano) یک کومونه در ایتالیا است که در استان ویچنزا واقع شده‌است. آرکونیانو ۴۱ کیلومتر مربع مساحت و ۷٬۸۱۶ نفر جمعیت دارد و ۶۰ متر بالاتر از سطح دریا واقع شده‌است.